# Adolpho Lindenberg (engenheiro)
Adolpho Lindenberg (São Paulo, 3 de junho de 1924 – São Paulo, 2 de maio de 2024) foi um engenheiro, arquiteto, escritor e ativista católico brasileiro. Foi primo e discípulo de Plinio Corrêa de Oliveira, líder católico fundador da TFP, sociedade civil de inspiração católica tradicionalista. Fundador da Construtora Adolpho Lindenberg, impactou a arquitetura da cidade com edifícios de inspiração clássica.

## Biografia

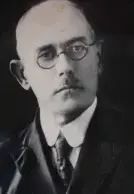
Adolpho Carlos Lindenberg, seu pai.

Neto do engenheiro Ludwig Linderberg, imigrante alemão estabelecido no Brasil em 1818 e filho de Eponina Ribeiro dos Santos, proveniente de tradicional família quatrocentona, e de Adolpho Carlos, médico alemão e primeiro professor catedrático da cadeira de dermatologia na Faculdade de Medicina de São Paulo.
Adolpho Lindenberg formou-se em Engenharia Civil e Arquitetura pela tradicional Universidade Mackenzie em 1949. 
As primeiras obras da empresa foram três casas construídas com o dinheiro da herança do pai no recém-projetado bairro do Ibirapuera, na zona sul de SP. Em 1952 fundou sua própria empresa, a Construtora Adolpho Lindenberg (CAL), que se tornou em pouco tempo uma das construtoras mais conceituadas do País.

## Construtora Adolpho Lindenberg e seu impacto cultural
Durante a década de 1950, construiu muitas casas em estilo colonial. Na década seguinte, Lindenberg construiu seu primeiro prédio e provocou uma mudança de conceitos: como não havia mais espaço para mansões nos bairros mais desejados de São Paulo, passou a oferecer apartamentos com o mesmo tamanho e luxo dos imóveis a que sua clientela estava habituada. Ele convenceu a elite paulistana a morar em apartamentos - ou "casas sobrepostas", como chamou -, alertando que essa mudança era necessária para garantir maior segurança aos moradores.

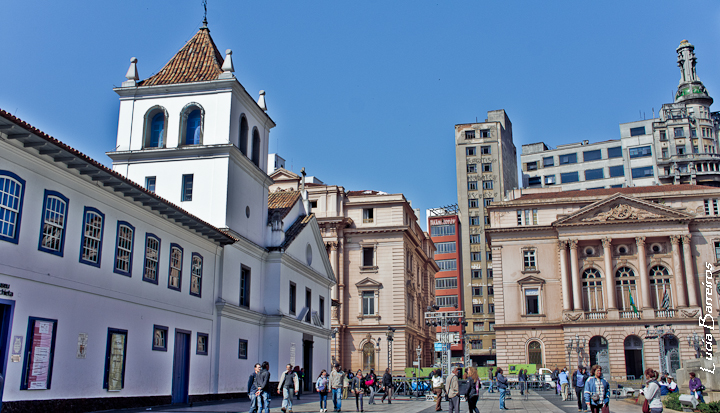
Lindenberg foi o responsável pela construção do atual Páteo do Colégio, no Centro Histórico de São Paulo.

Construiu nos estilos neocolonial e mediterrânico por achá-los muito mais adequados ao clima e à cultura do que a Bauhaus, mais em voga àquela época. Obteve grande aceitação no mercado imobiliário, a ponto de 60% dos edifícios de luxo nessa época, em São Paulo, terem sido planejados de acordo com os ditames clássicos. Por causa de sua influência na arquitetura de São Paulo, seu estilo neoclássico foi chamado de “estilo Lindenberg”, sua marca na história da arquitetura nacional, como o criador de uma grife imobiliária.
Nos anos 1970, a construtora lançou o primeiro flat do Brasil, nos Jardins (zona oeste de São Paulo). No mesmo período, fez a primeira incorporação de Brasília e começou a construir também prédios comerciais, para hotéis (como o Casa Grande, no Guarujá) e indústrias (Texaco, Avon, Petrobras e Philip Morris).
Durante a década de 1980, diante da inflação descontrolada que corroía a economia brasileira, a construtora adotou o Sistema de Preço de Custo, em que as parcelas eram reajustadas conforme o aumento dos preços e do dólar. A empresa começou a se dedicar a bairros como Morumbi, Panamby e a região da Marginal do Pinheiros, que passou a ser o novo eixo comercial paulistano, depois das avenidas Paulista e Brigadeiro Faria Lima. 
Faleceu em 02 de maio de 2024, em São Paulo. Seu velório ocorreu no bairro de Higienópolis.
"Considerado um ícone do mercado, teve sua trajetória composta por inovadoras realizações, empreendimentos marcantes, que devolveram o neoclássico à paisagem urbana. Um homem de valor, de princípios e grande humanista. Seu exemplo e seu legado permanecem em todos os que buscam fazer o seu melhor no mercado imobiliário"
"Adolpho foi um ícone na inovação arquitetônica dos produtos imobiliários residenciais. Deixa um legado importantíssimo para o mercado e para a cidade"

Homenagem da Secovi de São Paulo, após a notícia de seu falecimento.
Também em nota, o Instituto Plinio Corrêa de Oliveira lamentou a morte e ressaltou o parentesco de Lindenberg com Plinio Corrêa de Oliveira, sendo "devotado primo e discípulo do insigne católico de quem nosso Instituto leva o nome" e o fato de o engenheiro e arquiteto ter sido sócio fundador da Sociedade Brasileira de Defesa da Tradição, Família e Propriedade (TFP). Instituto de Engenharia também se manifestou em nota.

## Adolpho Lindenberg e a Fé Católica
Dr. Adolpho, como era conhecido, colaborou no Jornal "O Legionário", ao lado de seu primo Plinio Corrêa de Oliveira, entre outros. Também foi redator do jornal "Catolicismo", fundado em 1951 e atualmente revista, criado pelo Grupo do "Legionário", que veio a ser o núcleo da TFP posteriormente.
Em 1999, Lindenberg publicou a obra "Os Católicos e a Economia de Mercado - Oposição ou Colaboração? Considerações do bom senso". Lindenberg retoma nesta obra o ensinamento da Igreja Católica acerca de questões como pobreza e riqueza, as justas atribuições do Estado na ordem social, o papel do empreendedor e do empregado, a função do livre mercado e da propriedade privada, dentre outros pontos muito debatidos pelo clero da época. Analisa também as diversas correntes ideológicas atuais e as noções de sociedade orgânica defendidas pela Doutrina Social da Igreja — a ordem natural, o princípio da subsidiariedade, a boa convivência entre as classes sociais e a obediência aos princípios morais.
Após a cisão ocorrida na entidade depois da morte de Plinio Corrêa, Adolpho juntou-se ao grupo de discípulos que continha os primeiros seguidores do pensador católico, bem como os fundadores da TFP e formou em dezembro de 2006 o Instituto Plinio Corrêa de Oliveira, tomando a presidência. Neste instituto colaboram também o Chefe da Casa Imperial do Brasil, Dom Bertrand de Orléans e Bragança.

## Obras
- "Os Católicos e a Economia de Mercado - Oposição ou Colaboração? Considerações do bom senso", 1999. Em quatro idiomas. "Uma Visão Cristã da Economia de Mercado"